# 音楽 (NEWSのアルバム)
『音楽』（おんがく）は、2022年8月17日に発売された日本の男性アイドルグループ・NEWSの12thアルバム。

## 解説
2020年3月発売の前作『STORY』から2年5か月ぶりに発売された。小山はインタビュアーとして「NEWSと音楽」をテーマにメンバーにインタビュー、加藤は短編小説を執筆してアルバムのインタールードを担当、増田は楽曲プロデュースを手がけるなど、それぞれが音楽に対して真剣に向き合い、得意分野でクリエーションに参加した。
2022年8月27日の北海道・真駒内セキスイハイムアイスアリーナ公演を皮切りに、本作を引っ提げた約1年半ぶりの全国ツアー『NEWS LIVE TOUR 2022 音楽』（8カ所25公演）を開催。

## リリース

### 特典・仕様
初回盤A（CD+Blu-ray/CD+DVD）
- 『音楽』スペシャルBOX仕様
- 24Pブックレット・36Pフォトブック
- 『音楽』&『LOSER/三銃士』連動キャンペーン シリアルコード①

初回盤B（CD+Blu-ray/CD+DVD）
- 『音楽』スペシャルBOX仕様
- 24Pブックレット・ミニポスター
- 『音楽』&『LOSER/三銃士』連動キャンペーン シリアルコード②

通常盤（CD）
- 24Pブックレット
- 『音楽』&『LOSER/三銃士』連動キャンペーン シリアルコード③（通常盤初回プレスのみ）

### 購入者キャンペーン
1度使用したシリアルコードは別のキャンペーンに利用不可。シリアルコード登録締切日はいずれも2022年8月21日までで、視聴期間は2022年11月28日から12月31日まで。
『音楽』&『LOSER/三銃士』連動「NEWS PREMIUM LIVE 2」期間限定配信
- 視聴方法：本アルバム各仕様に封入されているシリアルコード①から③のうち異なる組み合わせ2つと、シングル『LOSER/三銃士』3仕様同時購入特典ポストカード記載のシリアルコード1つで視聴可能。

『音楽』スペシャル待受画像特典
- 取得方法：本アルバム各仕様に封入されているシリアルコード①から③のいずれか1つで取得可能。

## 収録曲
※クレジット、シングルの通算枚数を除き本アルバムの紹介ページを基に記述。シングル曲の詳細は各項を参照。

### CD
1. "Introduction" -Interlude-
作：加藤シゲアキ、朗読：松たか子
2. TRIAD
作詞：ヒロイズム、作曲：☆Taku Takahashi (m-flo, block.fm)、ヒロイズム、編曲：☆Taku Takahashi (m-flo, block.fm)、中西亮輔
本作のリード曲[16]。27種類の楽器にサンプリングした音を加えた計28種類の音で制作された[16]。タイトルは3人組、ルート、3度5度の和音、「3人でサンプリングして制作した」という意味が込められている[17]。
3. LOSER[18]
作詞・作曲：ヒロイズム、編曲：ヒロイズム、石塚知生・U-KIRIN
  - 29thシングルの1曲目。
  - テレビ東京系「ドラマプレミア23」枠連続ドラマ『吉祥寺ルーザーズ』オープニングテーマ
4. カノン
作詞・作曲：ヒロイズム、編曲：石塚知生
5. "Rhythm" -Interlude-
作：加藤シゲアキ、朗読：松たか子
6. ポリリズム
作詞：ヒロイズム、作曲：☆Taku Takahashi (m-flo, block.fm)、ヒロイズム、編曲：☆Taku Takahashi (m-flo, block.fm)
7. チンチャうまっか[19]
作詞・作曲：ヒロイズム、編曲：ヒロイズム・CHOKKAKU
  - 26thシングルの2曲目[19]
  - 日本テレビ系『ぐるぐるナインティナイン』内コーナー『ゴチ』エンディングテーマ
8. 三銃士[18]
作詞・作曲：GReeeeN、編曲：CHOKKAKU
  - 29thシングルの2曲目[18]
9. "Melody" -Interlude-
作：加藤シゲアキ、朗読：松たか子
10. ビューティフル[19]
作詞・作曲・編曲：ヒロイズム
  - 26thシングルの1曲目[19]
  - テレビ東京系「ドラマホリック!」枠連続ドラマ『レンタルなんもしない人』主題歌
11. pink moon
作詞・作曲：Kaco、編曲：トオミ ヨウ
12. "Harmony" -Interlude-
作：加藤シゲアキ、朗読：松たか子
13. KMK the boys rock you all!
作詞：篠原とまと、作曲・編曲：伊藤賢・辻村有記、コーラスアレンジメント：佐々木久美
14. カナリヤ[19]
作詞・作曲：きみどり、編曲：U-KIRIN・きみどり・石塚知生
  - 26thシングルの3曲目[19]
15. 走れメロスのように
作詞：武田鉄矢、作曲：ヒロイズム、編曲：ヒロイズム、中西亮輔
武田とは増田と加藤が『3年B組金八先生』第6シリーズで共演経験があり、その後も度々交流していたが、「君たち世代の人たちに歌ってほしいメッセージがある」と言っていたことを思い出した増田が自ら武田に電話し、実現した[20]。曲については「自分たちの仲間で作りなさい。そうすればNEWSの色にもっと近づくはず」と言われ、NEWSの楽曲を多く担当しているヒロイズムに制作を依頼した[20]。
16. "Dischord" -Interlude-
作：加藤シゲアキ、朗読：松たか子
17. BURN[21]
作詞：AKIRA・ヒロイズム、作曲・編曲：ヒロイズム
  - 27thシングル[21]
  - 読売テレビ・日本テレビ系テレビアニメ『半妖の夜叉姫』壱の章第2クール オープニングテーマ
18. ReBorn[22]
作詞：篠原とまと、作曲・編曲：ヒロイズム・伊藤賢・辻村有記
  - 28thシングルの2曲目[22]
  - 読売テレビ・日本テレビ系テレビアニメ『半妖の夜叉姫』弐の章オープニングテーマ
19. "Music" -Interlude-
作：加藤シゲアキ、朗読：松たか子
20. 未来へ[22]
作詞・作曲：ヒロイズム、編曲：ヒロイズム・石塚知生
  - 28thシングルの1曲目[22]
  - 日本テレビ系「土曜ドラマ」枠連続ドラマ『二月の勝者-絶対合格の教室-』テーマソング
21. Coda
作詞・作曲：ヒロイズム、編曲：ヒロイズム・石塚知生
22. Refrain（小山慶一郎ソロ曲）※通常盤のみ
作詞：Littlezy、作曲：Carlos K., Littlezy、編曲：Carlos K., ArmySlick
23. XXX（増田貴久ソロ曲）※通常盤のみ
作詞：篠原とまと、作曲・編曲：伊藤賢・辻村有記
24. Agitato（加藤シゲアキソロ曲）※通常盤のみ
作詞・作曲・編曲：加藤シゲアキ

### Blu-ray/DVD
Blu-rayとDVDの内容は共通。
初回盤A
- 「TRIAD」Music Documentary & Music Video（約24分）
  - 同曲の制作過程のドキュメンタリーとともに完成した同曲のミュージック・ビデオを収録。

初回盤B
- 「“NEWS”と“音楽”」-Interview & Human Documentary- KOYAMA×KATO/KOYAMA×MASUDA（約38分）
  - “NEWS”と“音楽”について、今メンバーが感じていること・想っていることを小山がインタビュアーとなり、加藤×小山・増田×小山と様々なシチュエーションで過去・現在・未来を語り合った映像を収録。

## チャート成績
オリコンでは初週10.6万枚を売り上げ、週間アルバムランキングで初登場1位を獲得。1stアルバム『touch』から13作連続の1位となり、「1stアルバムからの連続1位獲得作品数」は歴代単独1位となった。